# Franciszek Uliwiak
Franciszek Uliwiak (ur. 5 marca 1910 w Poznaniu, zm. 1 lutego 1989 tamże) – polski piłkarz występujący na pozycji pomocnika.
Uliwiak był przez całą piłkarską karierę związany z Wartą Poznań. Treningi rozpoczął w 1927 roku w drużynie juniorów, by po roku zasilić zespół seniorów występujący wówczas w I lidze. W barwach Warty zadebiutował 11 listopada 1928 roku w wygranym 2:3 meczu z Czarnymi Lwów. Uliwiak święcił w sezonie 1928 wicemistrzostwo, zaś w sezonie 1929 mistrzostwo Polski. Karierę zakończył w 1933 roku. Po II wojnie światowej był współzałożycielem struktur Polskiego Związku Piłki Nożnej w Szczecinie oraz działaczem w Wielkopolskim Związku Piłki Nożnej.

## Statystyki klubowe
| Sezon | Klub         | Liga   | Liga krajowa | Liga krajowa |
| ----- | ------------ | ------ | ------------ | ------------ |
| Sezon | Klub         | Liga   | Mecze        | Bramki       |
| 1927  | Warta Poznań | I Liga | 0            | 0            |
| 1928  | Warta Poznań | I Liga | 1            | 0            |
| 1929  | Warta Poznań | I Liga | 1            | 0            |
| 1930  | Warta Poznań | I Liga | 0            | 0            |
| 1931  | Warta Poznań | I Liga | 0            | 0            |
| 1932  | Warta Poznań | I Liga | 0            | 0            |
| 1933  | Warta Poznań | I Liga | 0            | 0            |
| Razem | Razem        | Razem  | 2            | 0            |

W sezonie 1929 Franciszek Uliwak wystąpił w meczu Warty przeciwko 1.FC w Katowicach, co nie budzi żadnych wątpliwości. To jedyne spotkanie ligowe, w którym jest on wymieniany w relacjach prasowych. Ale czy rzeczywiście zagrał w tylko jeden mecz ligowy w sezonie 1929. Inż. Jerzy Grabowski, autor rocznego podsumowania w „Przeglądzie Sportowym” twierdzi, że Uliwiak zagrał dwa mecze ligowe. Który zatem mecz był tym drugim? Bilans zamieszczony w sprawozdaniu Warty za rok 1929 informuje, że Uliwiak ogółem rozegrał trzy spotkania w pierwszej drużynie (licząc razem ligowe i towarzyskie). Znów brakuje jednego występu, bowiem oprócz udziału Uliwiaka w jednym ligowym meczu (z 1.FC), prasa odnotowuje także tylko jeden jego występ w meczu towarzyskim (przeciwko Fortunie Lipsk, 31.08.1929). Nie ma jednak ani słowa o jego trzecim meczu w sezonie 1929, a zarazem drugim ligowym występie. 
Rozważania te są o tyle zasadne, że wspomniany bilans PS informuje, że jego kolega z linii pomocy Witold Przykucki wystąpił w 20 ligowych meczach, tymczasem występuje on w 20 relacjach (wymieniany wprost) oraz na zasadzie porównania składu z poprzedniego dnia także w 21. meczu (z Garbarnią w Krakowie). Czy więc było tak, że w jakimś jeszcze ligowym pojedynku zagrał Uliwiak, choć prasa poinformowała o występie Przykuckiego? Przyjrzyjmy się raz jeszcze bilansowi ze sprawozdania Warty, tym razem pod względem dorobku Przykuckiego. Warta rozegrała 47 meczów w sezonie 1929, w tym 22 ligowe. Przykucki zagrał ogółem w 42 spotkaniach, czyli miał pięć absencji, ale tylko cztery są udokumentowane (w jednym meczu towarzyskim – 10.03 z Pogonią Poznań oraz w trzech ligowych 21.07 z Polonią, 28.07 z 1.FC, 13.10 z Czarnymi). Brakuje piątej. Czy była to absencja w ligowym meczu z Garbarnią w Krakowie?
Drugi występ ligowy Uliwiaka mógł nastąpić właśnie podczas meczu Garbarnia – Warta, bowiem prasa poinformowała, że wyjechał on wraz z drużyną na dwumecz poznaniaków do Krakowa. Żaden tytuł prasowy nie wymienia wprost Przykuckiego, jako zawodnika, który wziął udział w tym meczu (w relacjach omawiane są tylko różnice w składzie Warty w porównaniu do meczu z Cracovią, rozgrywanego poprzedniego dnia). Co ciekawe zawodnicy Warty, którzy wyjechali do Krakowa (oprócz rezerwowego bramkarza Kasprzaka) zaprezentowali się na murawie w jednym lub drugim meczu. Wyjątkiem w tym zestawieniu miałby być tylko Uliwiak. Niestety, brak bezpośredniego dowodu sprawia, że występ Uliwiaka (zamiast Przykuckiego) w meczu przeciwko Garbarni w Krakowie należy rozpatrywać jedynie w kategorii prawdopodobieństwa.

## Sukcesy

### Warta Poznań
- Mistrzostwo Polski (2 razy) w sezonach: 1927, 1928